# 雲南祥鵬航空
雲南祥鵬航空（うんなん-しょうほう-こうくう/ラッキー・エア）は中華人民共和国雲南省昆明市に本社を置く海南航空系の格安航空会社。正式名称は雲南祥鵬航空有限責任公司。 昆明長水国際空港をハブ空港としている。

## コードデーター
- IATA航空会社コード：8L
- ICAO航空会社コード：LKE
- コールサイン：Lucky Air

## 沿革
- 2004年6月　海南航空は、石林航空有限責任公司設立の計画を発表する。当初の計画では、資本金7億7,158万元。持ち株比率は海南航空が48.87%、山西航空が51.00%、雲南石林航空旅遊服務公司が0.13%であった。
- 2005年4月20日　民航総局より石林航空有限責任公司設立の第1計画段階の許可が下りる。
- 2005年8月3日　民航総局より石林航空有限責任公司設立の許可が正式に下りる。
- 2005年12月23日　海南航空は出資計画の変更を発表する。正式社名を雲南祥鵬航空有限責任公司とし、資本金は1億5,000万元。持ち株比率は海南集団有限公司が67.95%、山西航空が31.38%、雲南石林航空旅遊服務股份公司が0.67%とする。
- 2006年2月10日　民航総局より公共航空運輸企業経営許可証が発布される。
- 2006年2月22日　民航総局西南地区管理局より運行許可証が発布される。
- 2006年2月26日　一番機である昆明-大理線が就航する。運行開始3日間は98元（正規運賃430元）で販売する。
- 2006年5月8日　昆明営業部が正式に営業を開始する。
- 2006年6月22日　空港の専用カウンターの正式運用を開始する。
- 2006年12月29日　インターネットチケットの取り扱いを始める。
- 2016年1月18日、香港エクスプレス、ウルムチエア、西部航空との4社で、世界初の格安航空会社(LCC)アライアンス「U-FLY」を結成。

## 就航都市

### 国内線
昆明を中心に61空港、計125路線に就航。

### 国際線[1]
- 昆明-スワンナプーム
- 昆明-マナド
- 昆明-ヴィエンチャン
- 大理-ハノイ
- 麗江-ハイフォン
- 大理-クアラルンプール
- 麗江-クアラルンプール

## 保有機材
| 機種               | 保有数 | 発注数 | 備考 |
| ------------------ | ------ | ------ | ---- |
| ボーイング737-700  | 10     |        |      |
| ボーイング737-800  | 20     |        |      |
| ボーイング737MAX-8 | 4      |        |      |
| エアバスA320       | 6      |        |      |
| エアバスA320neo    | 6      |        |      |
| エアバスA330-300   | 4      |        |      |

- 2019年までエアバスA319を保有していた。[3]